# トミ・ポイコライネン
トミ・ポイコライネン（Tomi Poikolainen、1961年12月27日-）は、フィンランドの男子アーチェリー選手。ヘルシンキ出身。妻は1988年ソウルオリンピック代表のアーチェリー選手、ユッタ・ポイコライネン。
1980年モスクワオリンピックで個人競技金メダルを獲得した。1992年バルセロナオリンピックで団体銀メダルを獲得した。